# 김진 (문신)
김진(金鎭, 생몰년 미상)은 조선 초기의 문신이다. 혼천의의 제작에 참여하였다.